# Mord w Tworkach
Mord w Tworkach – mord dokonany przez okupantów niemieckich 13 lutego 1943 roku na Zofii Krasuskiej i jej synu Feliksie Bogusławie oraz sześciu ukrywanych Żydach we wsi Tworki koło Siedlec.

## Geneza i przebieg zbrodni
Mieszkający we wsi Tworki Leon i Zofia Krasuscy oraz ich syn Feliks Bogusław od 1942 roku udzielali pomocy Żydom ukrywającym się w pobliskim lesie. Początkowo dzielili się z nimi pożywieniem, a jesienią Leon przygotował dla nich schronienie. W wolnostojącej piwnicy na ziemniaki ukrywali sześciu lub siedmiu nieznanych z imienia ani nazwiska mężczyzn. 13 lutego 1943 r. grupa niemieckich funkcjonariuszy z Łukowa (ówczesny dystrykt lubelski) rozpoczęła obławę we wsi. W poszukiwaniu ukrywanych Żydów żandarmi rozpoczęli rewizję domu i zabudowań gospodarczych Krasuskich. Przy tym dotkliwie pobili Leona. Kryjówkę zdradziły żandarmom buty nieopatrznie pozostawione przed wejściem do ziemianki. Było to obuwie należące do jednego z przebywających wewnątrz Żydów. W czasie gdy żandarmi ich wyciągali, Leon Krasuski wykorzystał chwilę nieuwagi i uciekł przez dziurę w ścianie stodoły. Pobiegł w stronę lasu, gdzie znalazł schronienie. Nie został odszukany przez Niemców. Po odnalezieniu kryjówki Żydów, żandarmi zastrzelili strzałem w tył głowy Zofię, jej syna oraz ukrywane osoby. Bezpośrednimi świadkami mordu byli m.in. brat Leona Antoni Krasuski oraz syn Antoniego Wacław, których Niemcy zmusili do opróżnienia stodoły, gdzie - jak podejrzewali – mogli ukrywać się Żydzi. Obaj nie wiedzieli wcześniej o fakcie ukrywania Żydów przez Leona i Zofię.

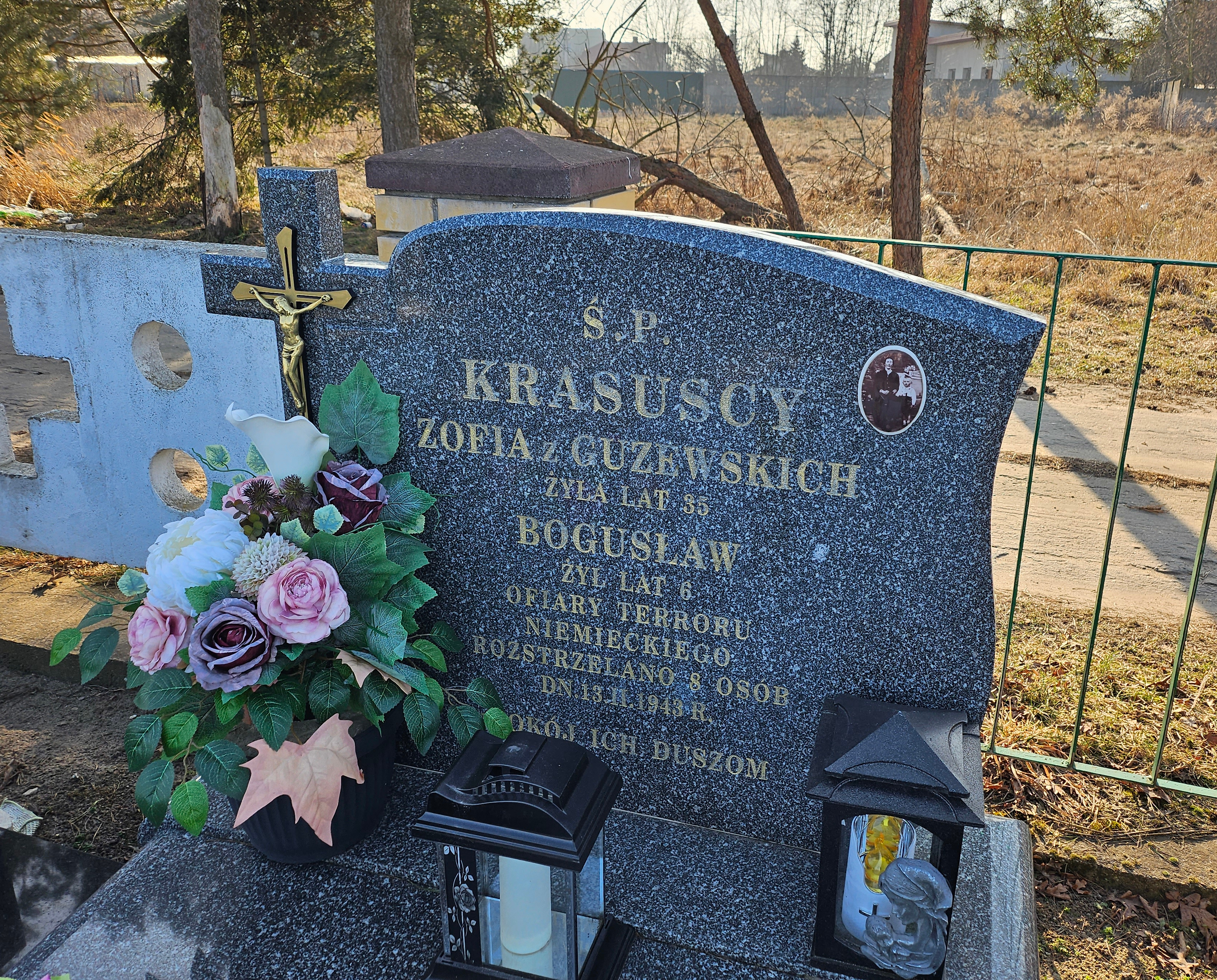
Grób Zofii Krasuskiej i jej syna Feliksa Bogusława na cmentarzu w Wiśniewie

Zamordowana Zofia Krasuska wraz z synem zostali pochowani na cmentarzu w Wiśniewie, natomiast Żydzi zostali zakopani na miejscu wydarzeń. Po zakończeniu wojny ich szczątki zostały przeniesione na cmentarz żydowski.
Leon Krasuski po wojnie sprzedał gospodarstwo i ożenił się powtórnie. 

## Upamiętnienie

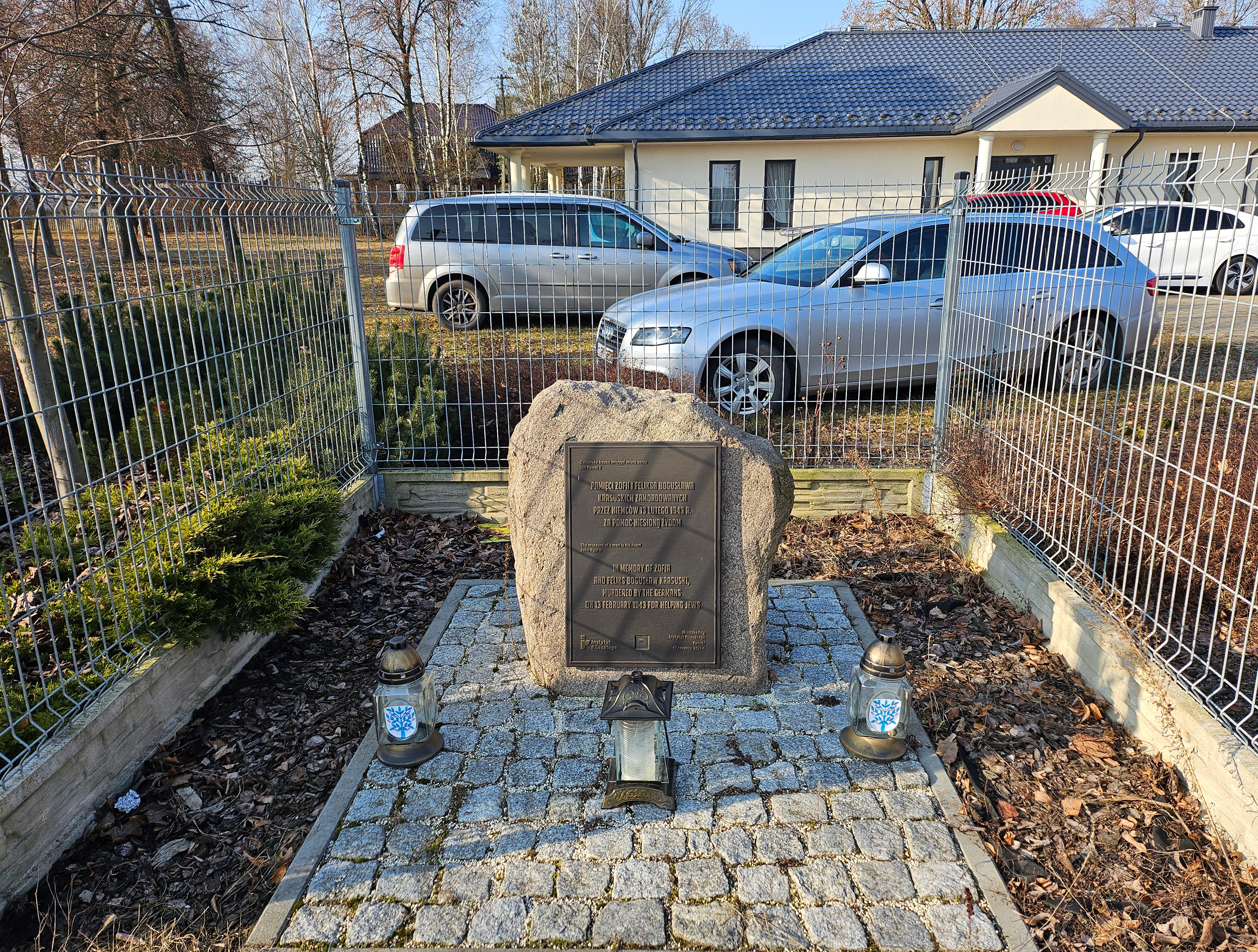
Pomnik odsłonięty w 2020 r.

19 czerwca 2020 roku odbyła się uroczystość odsłonięcia tablicy upamiętniającej osoby, które zginęły za niesienie pomocy Żydom podczas okupacji niemieckiej. W uroczystości wzięła udział wiceminister kultury i dziedzictwa narodowego Magdalena Gawin, przedstawiciele lokalnych władz, członkowie rodzin zmarłych, w tym Zbigniew Krasuski – syn Leona Krasuskiego z powtórnego małżeństwa, przedstawiciele Instytutu Pileckiego oraz mieszkańcy. Uroczystość była częścią projektu Zawołani po imieniu realizowanego przez Instytut Pileckiego.